# Пробстаєргаген
Пробстаєргаген (нім. Probsteierhagen) — громада в Німеччині, розташована в землі Шлезвіг-Гольштейн. Входить до складу району Плен. Складова частина об'єднання громад Пробстай.
Площа — 14,95 км2. Населення становить 2120 ос. (станом на 31 грудня 2020).